# Parafia św. Mikołaja w Liszkach
Parafia Świętego Mikołaja w Liszkach – rzymskokatolicka parafia należąca do dekanatu Czernichów archidiecezji krakowskiej. 

## Historia parafii
Parafię erygowano w 1254 roku, jako jedną z pierwszych w okolicach Krakowa. 
W 1873 roku wybudowano obecną świątynię, której konsekracji w 1888 roku dokonał biskup krakowski Albin Dunajewski. Trójnawowy kościół wzniesiono w stylu neoromańskim przy rynku. 

## Terytorium parafii
W skład parafii wchodzą następujące miejscowości:
- Budzyń (część)
- Kryspinów
- Liszki
- Piekary

Liczbę wiernych określa się na około 4500.

## Zgromadzenia zakonne
- Dom Zakonny SS. Felicjanek
- Zgromadzenie Ks. Misjonarzy

## Znani parafianie
- Stanisław Rospond –  biskup pomocniczy krakowski
- Stanisław Nowak – arcybiskup częstochowski